# Schell City
Schell City est une ville du comté de Vernon, dans le Missouri, aux États-Unis,. Située au nord-est du comté, elle est fondée en 1871 et incorporée en 1879.

## Démographie
Lors du recensement de 2010, la ville comptait une population de 249 habitants. Elle est estimée, en 2016, à 246 habitants.

### Source de la traduction
- (en) Cet article est partiellement ou en totalité issu de l’article de Wikipédia en anglais intitulé « Schell City, Missouri » (voir la liste des auteurs).